# Шухей Доен
Шухей Доен (яп. 土遠 修平; нар. 24 лютого 1990, Ако, Хіого, Японія) — японський футболіст, захисник «Сенто Куоро Харіма».

## Життєпис
Футболом розпочав займатися у команді Вищої школи Айої та Цукубського університету. У 2012 році підписав свій перший контракт, з «Грулла Моріока». За підсумками сезону 2013 року клуб піднявся до Джей-ліги 3. У 2015 році перейшов до «Верспа Ойта». У 2017 році перебрався до «Артеріво Вакаяма». У 2018 році став гравцем «Кобальторе Онагава». Однак вже наступного року залишив команду. У 2019 році перебрався до «Цукуби», а в 2022 році — до «Ченто Куоре Харіма».

## Статистика виступів
Станому на 26 лютого 2018 року.
| Клубні виступи | Клубні виступи     | Клубні виступи       | Ліга  | Ліга | Кубок            | Кубок            | Загалом | Загалом |
| Сезон          | Клуб               | Ліга                 | Матчі | Голи | Матчі            | Голи             | Матчі   | Голи    |
| Японія         | Японія             | Японія               | Ліга  | Ліга | Кубок Імператора | Кубок Імператора | Загалом | Загалом |
| -------------- | ------------------ | -------------------- | ----- | ---- | ---------------- | ---------------- | ------- | ------- |
| 2012           | «Грулла Моріока»   | ЯРЛ (Тохоку, Див. 1) | 3     | 1    | 0                | 0                | 3       | 1       |
| 2013           | «Грулла Моріока»   | ЯРЛ (Тохоку, Див. 1) | 3     | 0    | 0                | 0                | 3       | 0       |
| 2014           | «Грулла Моріока»   | Джей-ліга 3          | 1     | 0    | 0                | 0                | 1       | 0       |
| 2015           | «Верспа Ойта»      | ЯФЛ                  | 14    | 1    | 0                | 0                | 14      | 1       |
| 2016           | «Верспа Ойта»      | ЯФЛ                  | 3     | 0    | 0                | 0                | 3       | 0       |
| 2017           | «Артеріво Вакаяма» | ЯРЛ (Кансай, Див. 1) | 12    | 1    | 1                | 0                | 13      | 1       |
| Загалом        | Загалом            | Загалом              | 36    | 3    | 1                | 0                | 37      | 3       |